# Hydromyza livens
Hydromyza livens är en tvåvingeart som först beskrevs av Fabricius 1794.  Hydromyza livens ingår i släktet Hydromyza och familjen kolvflugor. Arten är reproducerande i Sverige. Inga underarter finns listade i Catalogue of Life.

## Bildgalleri

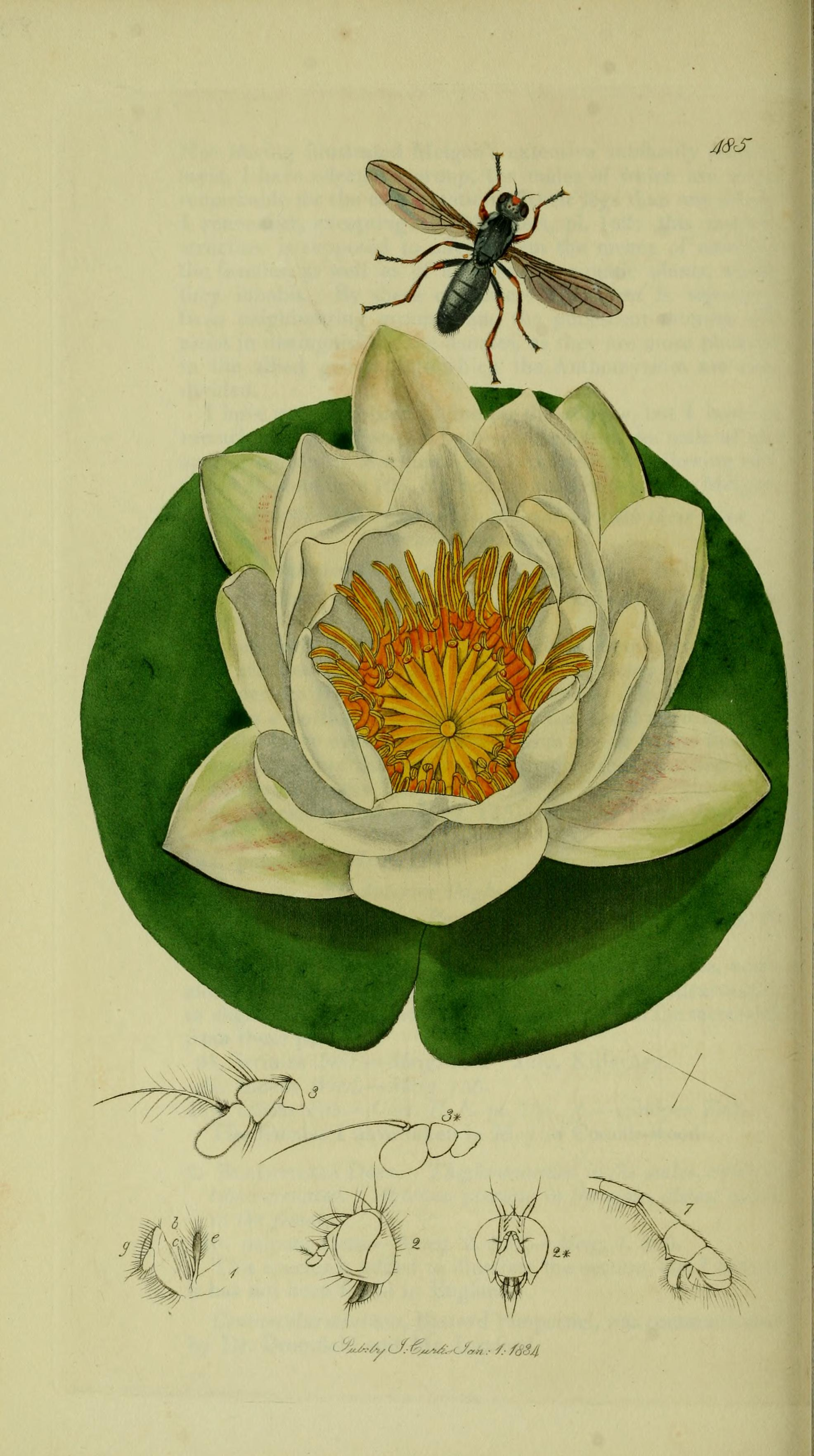
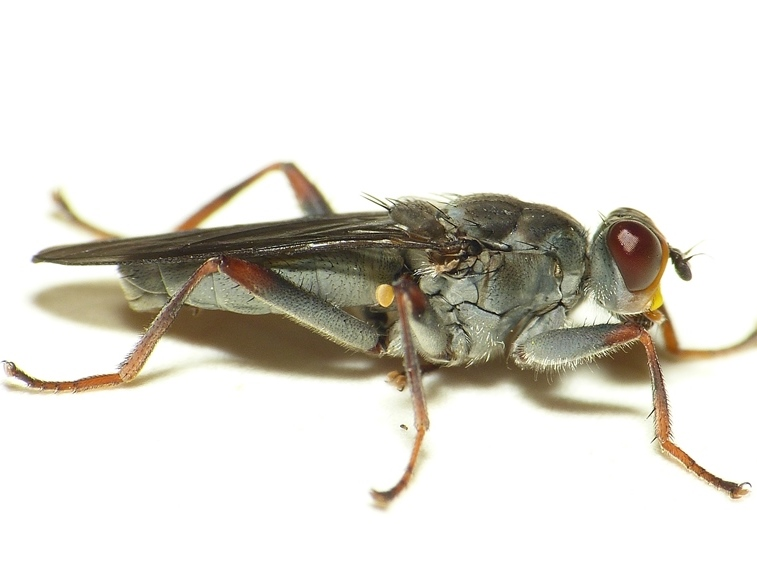